# Antikörper
Antikörper (En alemán: Anticuerpos) es el segundo álbum de la banda alemana Eisbrecher, lanzado a la venta el 20 de octubre de 2006.

## Canciones
1. "Der Anfang" (El comienzo) - 2:35
2. "Adrenalin" (Adrenalina) - 4:02
3. "Leider" (Por desgracia) - 4:08
4. "Antikörper" (Anticuerpos) - 4:15
5. "Entlassen" (Dado de alta) - 4:28
6. "Ohne dich" (Sin ti) - 4:36
7. "Phosphor" (Fósforo) - 3:52
8. "Kein Mitleid" (Sin piedad) - 5:30
9. "Kinder der Nacht" (Niños de la noche) - 4:18
10. "Vergissmeinnicht" (No-me-olvides) - 3:54
11. "Freisturz" (Caída libre) - 4:57
12. "Wie tief?" (Qué tan profundo?) - 4:24
13. "Das Ende" (El final) - 1:49
14. "Eiskalt Erwischt" (bonustrack) - 3:46
15. "Vergissmeinnicht" (videotrack)

- Datos: Q2853245